# Blokady centralne
Blokady centralne – odmiana znieczulenia regionalnego (przewodowego), w której leki wywołujące przerwanie przewodnictwa nerwowego oddziałują na rdzeń kręgowy. W zależności od przestrzeni, do której podaje się leki, wyróżnia się trzy typy:
- znieczulenie podpajęczynówkowe[1]
- znieczulenie zewnątrzoponowe
- znieczulenie ogonowe.